# Beriózovo
Beriózovo (del ruso: Берёзово) es un asentamiento de tipo urbano del distrito autónomo de los Janti y los Mansi, en Rusia, y es el centro administrativo del raión de Beriózovo. Su población era de 7.034 habitantes en 2008.

## Geografía
Situada a 1100 km al norte de la ciudad de Tobolsk, fue construida sobre tres colinas de la orilla izquierda del río Sévernaya Sosva, a 42 km de su desembocadura en el río Obi. La temperatura media anual es de 4 °C, con una temperatura mínima de -44 °C.

## Historia
Fue fundada en 1593 como una plaza fuerte que crecería hasta convertirse en la ciudad de Beriózovo.

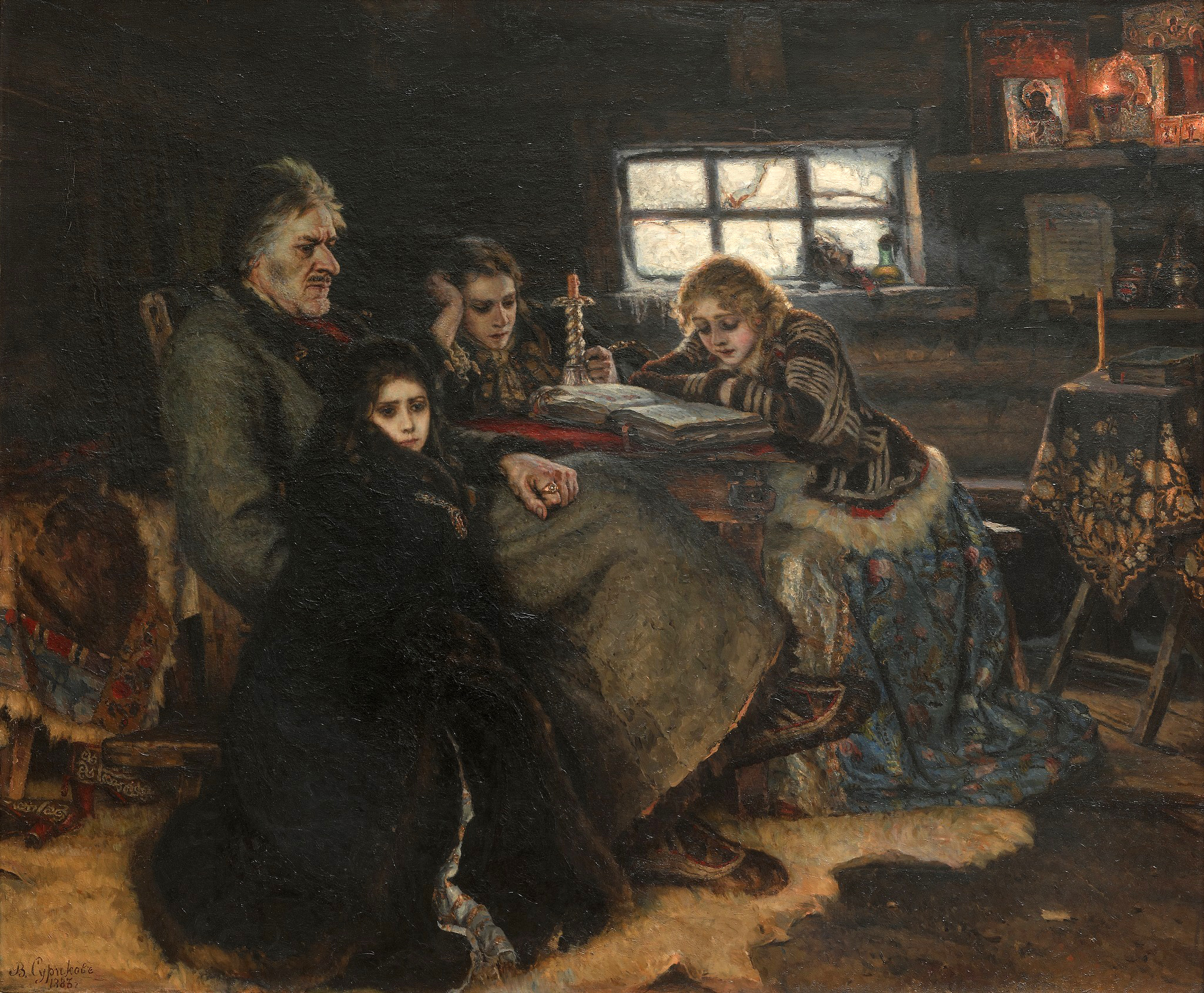
Ménshikov y su familia en Beriózovo, por Vasili Súrikov.

La ciudad debe su fama a que sirvió de lugar de exilio y de detención de numerosos personajes célebres de la nobleza rusa. El príncipe Aleksandr Ménshikov, favorito de Pedro el Grande y de Catalina I, murió aquí en exilio en 1729. En 1730, su enemigo y rival, el príncipe Dolgoruki, fue internado con su familia. En 1742 el general Osterman fue enviado aquí con su mujer y moriría en la localidad en 1747.
La ciudad posee una catedral cerca de la cual fueron enterrados María Ménshikova, una hija de Aleksandr Ménshikov que este último había intentado casar con el zar Pedro II y varios miembros de la familia Dolgorúkov. En el siglo XIX, Beriózovo fue lugar de exilio para numerosos decembristas. A principios del siglo XX, el régimen zarista desterró en esta ciudad a algunos revolucionarios, como León Trotski. Poco a poco la ciudad ha declinado, siendo ahora un asentamiento de importancia menor.